# چوسوکابه نوبوچیکا
چوسوکابه نوبوچیکا ((به ژاپنی: 長宗我部信親 Chōsokabe Nobuchika); تاریخ ورودی نامعتبر است – ۲۰ ژانویهٔ ۱۵۸۷) سامورایی، پسر ارشد چوسوکابه موتوچیکا اهل ژاپن بود که در اواخر دوره سنگوکو زندگی می‌کرد. وی در نبرد هتسوگیگاوا کشته شد.